# Anton Gladbach
Anton Gladbach (* 30. November 1808 in Odenthal; † 26. November 1873 in Köln) war ein radikaldemokratischer Politiker. Später bespitzelte er Sophie von Hatzfeldt und Ferdinand Lassalle.

## Leben
Gladbach war seit 1832 Volksschullehrer in Schallemich und seit 1837 Volksschullehrer in Odenthal. 1834 wurde er wegen Trunkenheit und Ausschweifung von der Schulbehörde verwarnt. 1835 wurde er wegen „tätlicher Misshandlung auf dem Tanzboden zu 3 Talern Geldstrafe“ verurteilt. Wegen seines als ungebührlich empfundenen Verhaltens gegenüber dem örtlichen Pfarrer Gottfried Müseler und dem Bürgermeister P. J. Fritzen wurde er am 2. Juli 1847 aus dem Schuldienst entlassen. Stattdessen arbeitete er für die links orientierte Gräfin Sophie von Hatzfeldt. Im Mai 1848 wurde er in die preußische Nationalversammlung für den Kreis Mülheim am Rhein gewählt. Dort gehörte er zu den führenden Kräften der Linken. Gladbach war Präsident des demokratischen Clubs in Berlin. Durch seine charismatischen Auftritte wurde er in der Öffentlichkeit bekannt. Er korrespondierte mit der Redaktion der Neuen Rheinischen Zeitung, die einige Beiträge von ihm veröffentlichte. Nach der Auflösung der Nationalversammlung war er stark daran beteiligt, dass im Kreis Mülheim ein Linksruck erfolgte. Da dieser zusammen mit Köln einen Wahlkreis bildete und die Kölner Wahlmänner die Mehrheit stellten, wurde er zunächst nicht in die zweite Kammer des Landtages gewählt. Erst in einer Nachwahl wurde er gewählt. Er konnte das Mandat jedoch nicht antreten, weil das Parlament erneut aufgelöst wurde. Aus politischen Gründen wurde er nach der Revolution verfolgt. Später wurde er vor allem aus persönlichen Gründen Polizeispitzel zur Überwachung der Gräfin Hatzfeldt und Ferdinand Lassalle.